# Nilus
Nilus è un personaggio immaginario protagonista dell'omonimo fumetto ideato nel 1976 dei fratelli genovesi Agostino e Franco Origone; è stato pubblicato su molte testate in Italia dagli anni settanta ai novanta. I personaggi della serie sono oggetto di linee di prodotti scolastici, biglietti di auguri, puzzle, adesivi, magliette, cravatte e tanti altri piccoli gadget.

## Storia editoriale
La serie a strisce è stata creata nel 1976 e da allora è apparsa su riviste di fumetti come Il Mago Humor della Mondadori, Humor Pocket della Glénat e Comix della Panini. Nel 1987 esordì una testata dedica al personaggio, Clip Comics Nilus, una serie ad albi orizzontali pubblicata per 79 numeri fino al 1994 dalla Glénat.

### Raccolte
- Nilus-Tutti gli uomini del faraone (1979)
- Faraoni si nasce (1981)
- Meglio un giorno da faraone (1985)
- Tutto il faraone minuto per minuto (1986)
- Il grande Nilus (1987)
- C'era una volta in Egitto (1988)
- Il grande Nilus 2 (1989)
- Storia d'Egitto (1990)
- Il grande Nilus 3 (1991)
- Il grande Nilus 4 (1993)
- Nilus - C'era una volta in Egitto (1998)
- Giochi dei faraoni 1-2-3-4 (giochi per bambini)
- Vita Pharaonis (2004) (scritto in latino)

## Trama
La serie racconta le avventure di Nilus, un architetto dell’antico Egitto.
Nilus è una raffigurazione satirica a strisce dell'antico Egitto. Infatti il fumetto riflette, nelle più svariate situazioni e nei suoi personaggi, tutti i problemi e i difetti della nostra società moderna. Si può perciò facilmente trovare il Faraone intento a trovare soluzioni per risollevare l'economia del suo regno o in lite con la figlia Titi a causa del suo modo di vestirsi un po' troppo spigliato, lo schiavo che si lamenta cercando di ottenere diritti pari a quelli degli altri personaggi o che organizza scioperi (subito sedati dalle guardie regali o dal gestore degli schiavi Cleo), il sacerdote Zoth alle prese con problemi religiosi o l'inventore Nilus a caccia dei giusti riconoscimenti.

## Personaggi
- Il Faraone: è il padrone assoluto dell'Egitto e una divinità, essendo figlio del Sole. Comanda sul regno in modo assoluto, sempre alla ricerca del proprio bene, senza badare alla salute della gente che, per gran parte, lo odia e lo vorrebbe mummificato.
- Nilus: è il genio del regno, un architetto audace, un inventore folle e un artista particolare. È il più creativo dei personaggi del fumetto, ma anche il più sbadato. Avrebbe tutte le capacità per creare opere importanti ma, a causa anche della sua sfortuna, non ottiene mai nulla di concreto.
- Neb: è il segretario di stato. È l'unico di tutto il palazzo regale a possedere un po' di materia grigia ma non può mettere in atto le sue idee perché schiacciato dall'ignoranza del Faraone. Ha un'ottima dialettica e una spiccata ironia.
- Zoth: è il gran sacerdote e il custode degli dei. Come il Faraone, è una persona che pensa solo a se stesso, una sorta di Don Abbondio dell'antico Egitto. Spesso nei guai, riesce sempre a cavarsela con qualche meschino stratagemma.
- Cleo: è il guardiano degli schiavi. È una vera e propria forza bruta, una sorta di preistorico ignorantone. Sempre munito di frusta, è pronto a qualsiasi gesto (o tortura) per farsi rispettare. Obbedisce solo e unicamente al faraone
- Kobra: è una guardia regale. È sempre pronto a servire il suo padrone per guadagnare il suo misero stipendio, spesso finisce nei guai a causa della sua lingua lunga e della sua incredibile ignoranza.
- Titi: è la figlia del Faraone. È una ragazza sempre alla moda, dai comportamenti e dalle idee innovative. È l'unica capace di farsi rispettare dal faraone, ma è un'incredibile romantica.
- Bekenbausen: è l'addetto funerario del regno, ovvero colui che costruisce i sarcofagi e mummifica i cadaveri. A causa della sua sfortuna, spesso è in ritardo con il lavoro e rischia di subire pesanti reazioni da parte dei suoi committenti. È felice del suo lavoro e dei lauti guadagni che può portare a casa grazie ad esso.
- Papirio: è il giovane aiutante di Nilus, degno partecipe delle sue disavventure.
- Ugo: è il cuoco degli schiavi. Le sue pietanze non sono certo delle migliori essendo spesso accompagnate da topi e scarafaggi. Non si sa dove abbia "imparato" a cucinare.
- Figlio del Faraone: è il degno successore del padre. Un bambino pestifero e malvagio.
- Schiavo: è l'ultimo anello della catena sociale. Sempre imbronciato, è costretto a un durissimo lavoro e a pesanti torture in caso di sciopero.
- Medico: sembrerebbe l'unico medico del regno; tutti i personaggi si recano sempre da lui. Dotato di un sottile senso dell'humor.
- Psicanalista: anche lui pare essere l'unico ad esercitare il mestiere. Barbuto, occhialuto, caro e avido; competente o menefreghista a seconda della strip, a lui sembrano rivolgersi praticamente tutti i personaggi.

## Premi e riconoscimenti
- 1979: Dattero d'Oro al Salone Internazionale dell'Umorismo di Bordighera per la raccolta "Tutti gli uomini del Faraone".[senza fonte]